# Wielka Nieszawka
Wielka Nieszawka – wieś w Polsce położona w województwie kujawsko-pomorskim, w powiecie toruńskim, w gminie Wielka Nieszawka, przy trasie drogi wojewódzkiej nr 273. W miejscowości znajduje się park wodny „Olender” – największy na obszarze województwa.

## Podział i demografia
W latach 1975–1998 miejscowość administracyjnie należała do województwa toruńskiego. Miejscowość jest siedzibą gminy Wielka Nieszawka. Według Narodowego Spisu Powszechnego (III 2011 roku) liczyła 990 mieszkańców. Jest trzecią co do wielkości miejscowością gminy Wielka Nieszawka.

## Historia

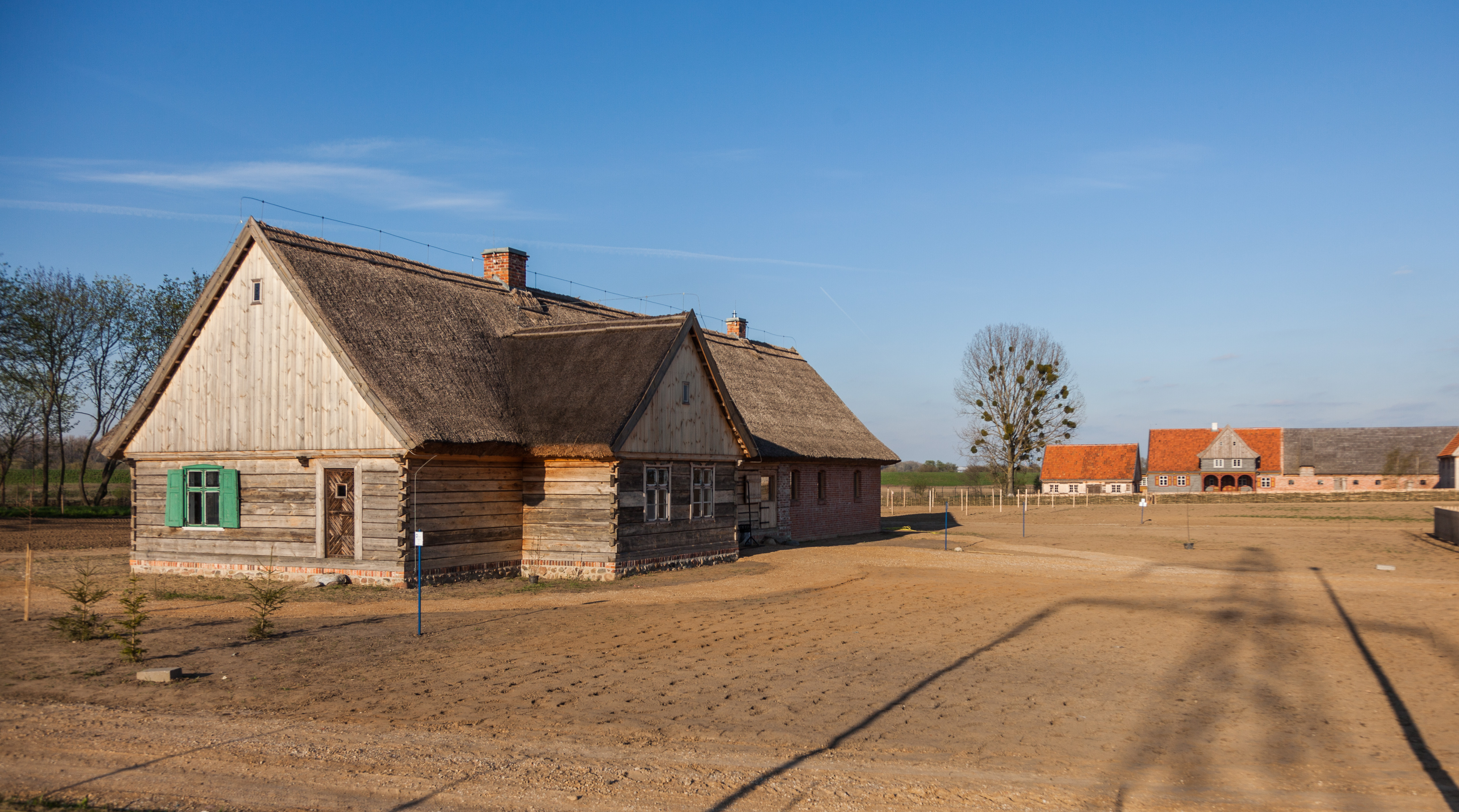
Olenderski Park Etnograficzny

W 1230 roku przybyła tutaj grupa rycerzy krzyżackich. W krótkim czasie w Nieszawie powstała drewniano-ziemna warownia, od 2. połowy XIII wieku – murowana. Do dziś nad Wisłą znajdują się ruiny jednego z najstarszych zamków krzyżackich. W XVI-XVII wieku I Rzeczpospolita była oazą tolerancji i demokratycznych zasad rządzenia w Europie. Liczne grupy wyznaniowe, w tym protestanci holenderscy, przybywali do Polski, gdzie zaznawali swobody i wolności religijnej. Przybyszom, zwanym tu „Olendrami”, pozwalano zasiedlać podmokłe połacie łąk, wzdłuż nieregulowanych cieków wodnych. Duża fala migracji nastąpiła m.in. do podtoruńskiej Małej Nieszawki, gdzie na podmokłych terenach zostawili liczne ślady swej pracy. Cały teren zalewowy został przez przybyszów zmeliorowany i pocięty dziesiątkami kanałów, spełniających swoją rolę od 300 lat. Dziś służy współczesnym osiedlom. Spotkać też można drewniane domy pomennonickie, drewniany zbór mennonicki z 1890 roku oraz cmentarz mennonitów z przełomu XVIII/XIX wieku.
W 2011 roku na terenie Wielkiej Nieszawki, nad Kanałem Nieszawskim, rozpoczęto organizację Olenderskiego Parku Etnograficznego – oddziału Muzeum Etnograficznego im. Marii Znamierowskiej-Prufferowej, do którego przeniesiono zagrody pomennonickie z okolic Torunia. Jego otwarcie nastąpiło 12 maja 2018 r.

## Zabytki
- drewniane chaty
- cmentarz pomennonicki
- ruiny zamku krzyżackiego z XIII wieku
- pozostałością emigracji z zachodniej Europy do Polski jest używane do dziś w nazewnictwo, np. niziny olęderskie – zalewowe pola nadwiślańskie, zagospodarowane kiedyś przez osadników z Fryzji.